# Luis María de Cistué
Luis María de Cistué y Martínez de Ximén Pérez 3. baron de la Menglana (ur. 3 lipca 1778 w Madrycie, zm. 11 marca 1842 w Saragossie) – hiszpański polityk i wojskowy pochodzący z aragońskiej rodziny szlacheckiej.

## Życiorys
Luis María de Cistué (1788–1842) był najstarszym synem José de Cistué y Colla i Maríi Josefy Martínez de Ximén, pokojowej królowej Marii Ludwiki. Po śmierci ojca w 1808 odziedziczył tytuł 3. barona de la Menglana. W wieku czterech lat otrzymał z rąk króla Krzyż Orderu Karola III. W młodym wieku rozpoczął błyskawiczną karierę wojskową i prawniczą. Walcząc u boku generała Palafoxa, został bohaterem wojny o niepodległość; awansował do stopnia pułkownika i feldmarszałka. Był człowiekiem wielkiej kultury, członkiem Królewskiej Akademii Sztuk Pięknych San Luis w Saragossie, Królewskiej Akademii Historii i Akademii Sztuk Pięknych św. Ferdynanda. Został rektorem Uniwersytetu w Saragossie, czasowo objął także urząd kapitana generalnego kapitanii Aragonii.